# Třída Perch
Třída Perch byla třída oceánských diesel-elektrických ponorek námořnictva Spojených států amerických. Konstrukčně navazovala na třídu Cachalot. Celkem bylo postaveno šest jednotek této třídy. Ve službě byly v letech 1936–1956. Ponorky byly nasazeny za druhé světové války. Třída Perch a předcházející třída Shark jsou některými prameny považovány za součást třídy Porpoise.

## Stavba
Celkem bylo v letech 1935–1937 postaveno šest jednotek této třídy. Postavily je loděnice Electric Boat Company v Grotonu ve státě Connecticut, Portsmouth Naval Shipyard v Kittery ve státě Maine a Mare Island Naval Shipyard ve Vallejo.
Jednotky třídy Perch:
| Jméno                         | Loděnice                   | Založení kýlu | Spuštěna         | Vstup do služby    | Osud                                                                                 |
| ----------------------------- | -------------------------- | ------------- | ---------------- | ------------------ | ------------------------------------------------------------------------------------ |
| USS Perch (SS-176)            | Electric Boat              | 1935          | 9. března 1936   | 19. listopadu 1936 | Dne 3. března 1942 byla mezi ostrovy Jáva a Borneo potopena japonskými torpédoborci. |
| USS Pickerel (SS-177)         | Electric Boat              | 1935          | 7. července 1936 | 26. ledna 1937     | V dubnu 1943 zmizela v oblasti ostrova Honšú.                                        |
| USS Permit (SS-178, ex Pinna) | Electric Boat              | 1935          | 5. října 1936    | 17. března 1937    | Vyřazena 1945, v letech 1947–1956 sloužila jako cvičná loď.                          |
| USS Plunger (SS-179)          | Portsmouth Naval Shipyard  | 1935          | 8. července 1936 | 19. listopadu 1936 | Vyřazena 1945, v letech 1946–1956 sloužila jako cvičná loď.                          |
| USS Pollack (SS-180)          | Portsmouth Naval Shipyard  | 1935          | 15. září 1936    | 15. ledna 1937     | Vyřazena 1945.                                                                       |
| USS Pompano (SS-181)          | Mare Island Naval Shipyard | 1936          | 11. března 1937  | 12. června 1937    | Dne 29. srpna 1943 potopena u japonského pobřeží.                                    |

## Konstrukce

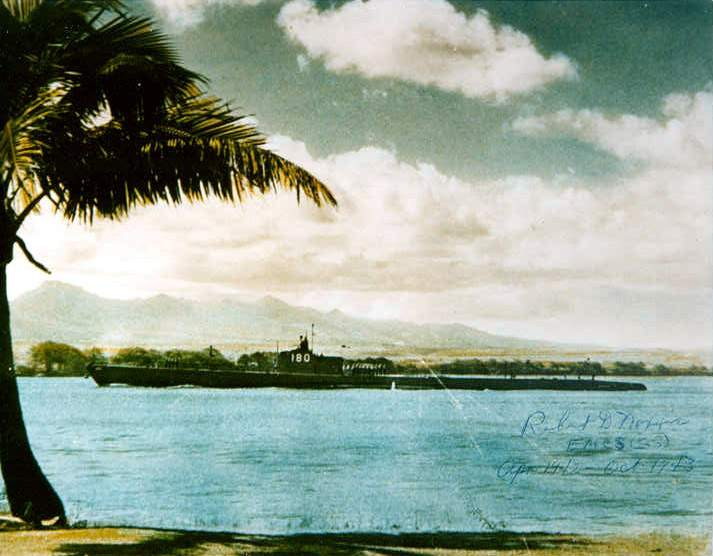
USS Pollack (SS-180)

Ponorky byly vyzbrojeny jedním 76,2mm kanónem, dvěma protiletadlovými 12,7mm kulomety a šesti 533mm torpédomety (čtyři na přídi a dva na zádi). Mohly naložit 16 torpéd. Pohonný systém tvořily čtyři diesely o výkonu 4300 hp a dva elektromotory o výkonu 2366 hp, pohánějící dva lodní šrouby. Nejvyšší rychlost na hladině dosahovala 19,25 uzlu a pod hladinou 8 uzlů. Dosah byl 10 000 námořních mil při rychlosti 10 uzlů na hladině a 42 námořních mil při rychlosti 5 uzlů pod hladinou. Operační hloubka ponoru až 75 metrů.